# Выдрица (приток Дуная)
Выдрица (словац. Vydrica) — небольшая речка на юго-западе Словакии (Братиславский край). Средний расход воды в устье — 0,22 м³/с. Длина — 17 км. Одна из немногих словацких речек, впадающая непосредственно в Дунай.
Берёт начало в Малых Карпатах в местечке Белый дуб (Biely kríž) на высоте около 450 м над уровнем моря. Вначале направляется на юго-запад через Братиславский лесной парк, вбирает в себя короткий приток справа и поворачивает на юг. Далее направление течения изменяется более на запад, на двухкилометровом отрезке создаёт четыре меандра, а в каменоломнях под Hrubým vrchom (394,0 м) течёт снова на юг. Обходит по большой дуге с востока массив Hrubého Drieňovca (396,7 м), соединяет два больших пруда, вбирает в себя приток Быстричку и протекает через рекреационную зону Железна студенка. Снова соединяет два пруда и течёт в южном направлении через Патронку, Млинскую долину и возле моста Лафранкони впадает в Дунай.
Некоторые населённые пункты вдоль реки являются частью экологического проекта ЕС Natura 2000. От названия реки получило историческое поселение, стоявшее на месте Братиславского града.

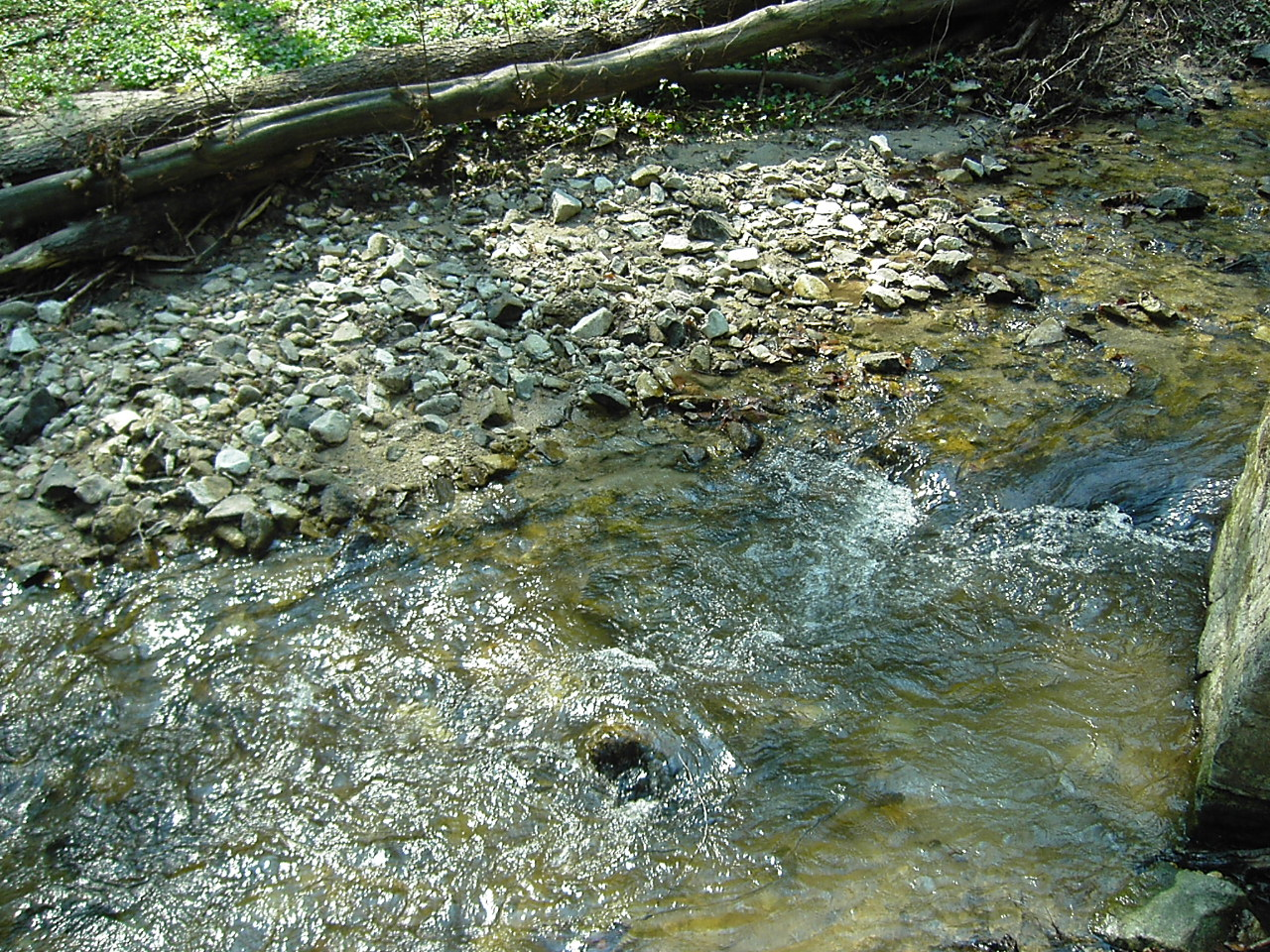
Верхнее течение Выдрицы